# Varėna
Varėna (polska Orany) är en stad i Alytus län i Litauen. Staden har 8 921 invånare år 2015. Den är huvudort i kommunen Varėna.